# Traba (Lage)
Traba (llamada oficialmente Santiago de Traba) es una parroquia del municipio de Laxe, en la provincia de La Coruña, Galicia, España.

## Geografía

### Localización
La parroquia está situada en un valle al lado de la costa, con un extenso arenal donde se formó una laguna ahora conectada con el mar.

### Laguna de Traba
La laguna de Traba, de gran extensión, es una amplia llanura litoral cerrada por una gran barrera arenosa en la que se encuentran importantes formaciones dunares. El área protegida se encuadra dentro de la Costa de la Muerte y en buen estado de conservación. El espacio también comprende una playa de arena fina de cerca de 2,5 kilómetros de extensión.

## Historia
De esta parroquia se supone que tomaron nombre los conocidos Condes de Traba, que dominaron durante la Alta Edad Media una buena parte de la zona costera gallega, desde Finisterre hasta Ribadeo siendo el personaje de mayor renombre Pedro Fernández de Traba, ayo del que sería el futuro rey Alfonso VII, quien pasó parte de su infancia bajo la protección del monasterio de Moraime.

## Entidades de población
Entidades de población que forman parte de la parroquia:
- Agravil
- Boaño
- Cabanela (A Cabanela)
- Canle (O Canle)
- Carballal-Campodorreiro. Dividido en
  - Carballal (O Carballal)
  - Campodorreiro (O Campodorreiro).
- Cernado
- Costa (A Costa)
- Cuíña
- Foxiños (Os Foxiños)
- O Campo dos Bois
- Melgueiras (As Melgueiras)
- Mórdomo
- Socasas
- Tella
- Tras do Río

## Demografía
| Gráfica de evolución demográfica de Traba entre 2000 y 2018 |
|                                                             |
| Población de derecho según el padrón municipal del INE      |